# Gerard Laumans
Gerard Jacob Marie Laumans (Utrecht, 22 april 1912 – 27 december 1981) was een Nederlands burgemeester.
Zijn vader, ir. J.Q.H. Laumans (1875-1949) was hoofdingenieur en chef van de Dienst van Tractie bij de Nederlandse Spoorwegen. Gerard Laumans was eerst als tijdelijk tweede ambtenaar werkzaam bij de gemeentesecretarie van Wijk bij Duurstede en in april 1942 werd hij daar aangesteld als tweede ambtenaar ter secretarie. Vanaf 7 mei 1945 was hij daarnaast waarnemend gemeentesecretaris van Langbroek. In maart 1946 werd Laumans benoemd tot burgemeester van Hoogland per 1 april 1946.
Ruim een jaar later trouwde hij met C.F.M. Haan met wie hij enkele kinderen zou krijgen. Op 1 januari 1974 hield de gemeente Hoogland op te bestaan waarbij het voor een groot deel opging in de gemeente Amersfoort en daarmee kwam zijn functie te vervallen.
Laumans overleed op 69-jarige leeftijd op 27 december 1981. Hij ligt begraven op Begraafplaats Heidehof in Ugchelen.